# Zmarli w roku 1955
Lista osób zmarłych w 1955:

## styczeń 1955
- 8 stycznia – René Araou, francuski rugbysta, medalista olimpijski[1]
- 15 stycznia – Yves Tanguy, francuski malarz[2]
- 21 stycznia – Archie Hahn, amerykański lekkoatleta (sprinter)[3]

## luty 1955
- 17 lutego – Štefan Krčméry, słowacki duchowny ewangelicki, poeta, redaktor[4]
- 13 lutego – Wacław Brzeziński, polski śpiewak i pedagog[5]
- 18 lutego:
  - Louis Potheau, francuski żeglarz, medalista olimpijski[6]
  - Ludwika Wawrzyńska, bohaterska nauczycielka z Warszawy[7]
- 24 lutego – Erwin Lahousen, austriacki wojskowy, członek antyhitlerowskiego ruchu oporu[8]

## marzec 1955
- 3 marca – Katarzyna Maria Drexel, amerykańska zakonnica, założycielka Sióstr Najświętszego Sakramentu, święta katolicka[9]
- 5 marca – Paul Isberg, szwedzki żeglarz, medalista olimpijski[10]
- 8 marca – Bessie Potter Vonnoh, amerykańska rzeźbiarka[11]
- 11 marca – Alexander Fleming, szkocki bakteriolog i lekarz, laureat Nagrody Nobla w dziedzinie fizjologii lub medycyny[12]
- 12 marca – Charlie Parker, amerykański saksofonista i kompozytor jazzowy[13]
- 16 marca – Stanisław Górski, polski malarz portrecista[14]
- 18 marca – Warder Clyde Allee, amerykański zoolog i ekolog, twórca zasady ekologicznej nazwanej jego imieniem[15]
- 19 marca – Mihály Károlyi, węgierski polityk, premier i prezydent Węgier[16]
- 20 marca – Maciej Jargoń, polski kowal, działacz niepodległościowy[17]
- 23 marca – Paul Arndt, niemiecki duchowny ewangelicko-reformowany, historyk[18]
- 28 marca – Emanuel Twórz, polski lekarz, działacz narodowy i społeczny[19]

## kwiecień 1955
- 5 kwietnia – Tibor Szele, węgierski matematyk[20]
- 18 kwietnia – Albert Einstein, niemieckojęzyczny fizyk pochodzenia żydowskiego, laureat Nagrody Nobla w dziedzinie fizyki[21]
- 19 kwietnia – Tadeusz Łopuszański, pedagog, twórca i dyrektor szkoły eksperymentalnej w Rydzynie, minister wyznań religijnych i oświecenia publicznego[22]

## maj 1955
- 4 maja – George Enescu, rumuński kompozytor, skrzypek, dyrygent, pianista i pedagog[23]
- 8 maja – Kazimierz Wajda, polski aktor radiowy, teatralny i filmowy[24]
- 11 maja – Jerzy Kossak, polski malarz, syn Wojciecha Kossaka[25]
- 17 maja – Lambertus Doedes, holenderski żeglarz, medalista olimpijski[26]
- 19 maja – Tadeusz Sygietyński, polski kompozytor, dyrygent, kierownik artystyczny zespołu „Mazowsze”[27]
- 26 maja – Alberto Ascari, włoski kierowca wyścigowy, dwukrotny mistrz Formuły 1[28]

## czerwiec 1955
- 13 czerwca – Bartel J. Jonkman, polityk amerykański, kongresmen[29]
- 18 czerwca – Aleksander Zelwerowicz, polski aktor, reżyser, dyrektor teatru, pedagog[30]
- 30 czerwca – Karol Jonscher (młodszy), polski lekarz pediatra, profesor Uniwersytetu Poznańskiego[31]

## lipiec 1955
- 16 lipca – Harry Rosenswärd, szwedzki żeglarz, medalista olimpijski[32]
- 25 lipca – Izaak Dunajewski (ros. Исаа́к О́сипович Дунае́вский), rosyjski kompozytor i dyrygent żydowskiego pochodzenia[33]
- 31 lipca – Zdenka Schelingová, słowacka zakonnica, błogosławiona katolicka[34]

## sierpień 1955
- 2 sierpnia – Justyn Maria Russolillo, włoski ksiądz, błogosławiony katolicki[35]
- 12 sierpnia – Thomas Mann, niemiecki pisarz, laureat literackiej Nagrody Nobla[36]
- 13 sierpnia – Florence Easton, angielska śpiewaczka operowa[37]
- 14 sierpnia – Christian Dick, norweski żeglarz, medalista olimpijski[38]
- 17 sierpnia – Fernand Léger, francuski malarz związany z kubizmem[39]
- 19 sierpnia – Björn Bothén, szwedzki żeglarz, olimpijczyk[40]

## wrzesień 1955
- 9 września – Maria Euthymia Üffing, niemiecka zakonnica, błogosławiona katolicka[41]
- 21 września – Ernst Krogius, fiński żeglarz, medalista olimpijski[42]
- 24 września – Kazimierz Simm, polski zoolog i entomolog[43]
- 30 września – James Dean, aktor amerykański[44]

## październik 1955
- 9 października – Theodor Innitzer, austriacki duchowny katolicki, kardynał, arcybiskup Wiednia[45]
- 13 października – Aleksandra Maria da Costa, portugalska mistyczka, błogosławiona katolicka[46]
- 14 października – Zygmunt Wojciechowski, polski historyk państwa i prawa[47]
- 15 października – Fumio Hayasaka, japoński kompozytor[48]
- 18 października – José Ortega y Gasset, filozof i eseista hiszpański[49]
- 19 października – Eugène Joseph Delporte, belgijski astronom[50]
- 30 października – Erik Mellbin, szwedzki żeglarz, medalista olimpijski[51]

## listopad 1955
- 5 listopada – Maurice Utrillo, francuski malarz i grafik[52]
- 9 listopada – André Rischmann, francuski rugbysta, medalista olimpijski[53]
- 20 listopada:
  - Tomasz Arciszewski, polityk działacz socjalistyczny, polityk PPS, premier Polski na uchodźstwie[54]
  - Kurt Bergström, szwedzki żeglarz, medalista olimpijski[55]
  - Raoul Got, francuski rugbysta, medalista olimpijski[56]
- 27 listopada:
  - Arthur Honegger, szwajcarski kompozytor[57]
  - Tadeusz Zwoliński, polski kartograf, autor przewodników, speleolog, fotograf[58]

## grudzień 1955
- 6 grudnia – Honus Wagner, amerykański baseballista[59]
- 8 grudnia – Hermann Weyl, niemiecki matematyk i fizyk[60]
- 13 grudnia – Egas Moniz, portugalski neurolog i polityk, laureat nagrody Nobla[61]
- 15 grudnia – Otto Braun, niemiecki polityk socjaldemokratyczny[62]
- data dzienna nieznana: 
  - Garegin Nyżdeh, ormiański polityk i wojskowy (generał), premier i minister obrony narodowej[63]